# لئوپولد استوکوفسکی
لئوپولد آنتونی استوکوفسکی (به انگلیسی: Leopold Anthony Stokowski) (زاده ۱۸ آوریل ۱۸۸۲ – درگذشته ۱۳ سپتامبر ۱۹۷۷) رهبر ارکستر بریتانیایی بود. پدر او انگلیسی لهستانی‌تبار بود و زادگاه لئوپولد گاه لهستان و گاه لندن و حتی آلمان نیز ذکر شده‌است.
او در کالج سلطنتی موسیقی لندن و کالج موسیقی کوئینز در آکسفورد تحصیل کرد. از ۱۹۰۵ به رهبری ارکستر در آمریکا پرداخت و اولین اجرای بسیاری از کارهای آهنگسازان قرن بیستم را به عهده داشت.
استوکوفسکی همچنین در بازنویسی آثار آهنگسازانی مانند یوهان سباستیان باخ و ریچارد واگنر مشهور است.